# خروس‌ماهی
خروس‌ماهی، عقرب‌ماهی، پروانه‌ماهی و همچنین شیرماهی، از خانوادهٔ ماهیان زهرآلود و بومی هند-آرام است. باله‌های این ماهی به شکل سیخ‌های بزرگ و به رنگ قرمز و سیاه و زرد بوده که گونه‌ای رنگ هشداردهندهٔ کاملاً آشکار است، همین الگو بر روی بدن این ماهی نیز نقش بسته‌است. اگر چه خروس‌ماهی‌ها برای انسان‌ها مضر هستند، با همهٔ این احوال گونه‌های مختلف این ماهی، از ماهیان محبوب آکواریوم به حساب می‌آیند. خروس‌ماهی‌های جوان، دارای شاخک‌های منحصربه‌فردی هستند (به‌ویژه در بالای حدقهٔ چشم‌ها) که از دیدگاه فنوتیپ کاملاً متفاوت می‌باشند. تکامل این شاخک‌های متفاوت برای جذب طعمه‌ها بسیار مؤثر است. همچنین، مطالعات نشان داده‌است که این شاخک‌ها در گزینش جنسی نقش بسزایی دارند.
تعداد این گونه ماهی در جهان رو به افزایش است. از جمله می‌توان به افزایش جمعیت این ماهی در خلیج مکزیک در آب‌های جنوبی ایالت متحده آمریکا نام برد. به‌دلیل بومی نبودن این ماهی در آبهای خلیج مکزیک و عدم وجود شکارچی این ماهی در این مناطق، جمعیت آن به‌صورت فزاینده‌ای رو به افزاش است که نگرانی‌های زیست‌محیطی را به‌وجود آورده.
گونه‌ای خروس‌ماهی با نام علمی (Pterois russelii) یکی از سمی‌ترین ماهیان در خلیج فارس به‌شمار می‌آید و بیشینهٔ اندازه‌اش به ۳۰ سانتی‌متر می‌رسد.